# Communauté de communes des Hauts du Lyonnais
Die Communauté de communes des Hauts du Lyonnais, abgekürzt CCHL, ist ein ehemaliger französischer Gemeindeverband mit Rechtsform einer Communauté de communes im Département Rhône, dessen Verwaltungssitz sich in dem Ort Saint-Symphorien-sur-Coise befand. Er lag etwa 35 km westsüdwestlich von Lyon an der Grenze zum Département Loire und umfasste die Hochlagen der Monts du Lyonnais. Der ländlich geprägte Gemeindeverband bestand aus zehn Gemeinden auf einer Fläche von 159,2 km2.

## Aufgaben
Zu den vorgeschriebenen Kompetenzen gehörten die Entwicklung und Förderung wirtschaftlicher Aktivitäten und des Tourismus sowie die Raumplanung auf Basis eines Schéma de Cohérence Territoriale. Der Gemeindeverband bestimmte die Wohnungsbaupolitik und betrieb die Abwasserentsorgung, die Müllabfuhr und ‑entsorgung und die Straßenmeisterei. Zusätzlich baute und unterhielt der Verband Kultur- und Sporteinrichtungen und förderte Veranstaltungen in diesen beiden Bereichen.

## Historische Entwicklung
Am 14. Juni 1974 schlossen sich die Gemeinden des damaligen Kantons Saint-Symphorien-sur-Coise zu einem ersten Zweckverbund zusammen, dem SIVOM du Canton de Saint-Symphorien-sur-Coise. Ende 1997 geschah die Umwandlung in eine Communauté de communes, die Zusammensetzung blieb dabei unverändert.
Mit Wirkung vom 1. Januar 2017 fusionierte der Gemeindeverband mit der Communauté de communes Chamousset en Lyonnais und bildete so die Nachfolgeorganisation Communauté de communes des Monts du Lyonnais.

## Ehemalige Mitgliedsgemeinden
Folgende zehn Gemeinden gehörten der Communauté de communes des Hauts du Lyonnais an:
| Gemeinde                   | Einwohner 1. Januar 2022 | Fläche km² | Dichte Einw./km² | Code INSEE | Postleitzahl |
| -------------------------- | ------------------------ | ---------- | ---------------- | ---------- | ------------ |
| Aveize                     | 1.108                    | 16,64      | 67               | 69014      | 69610        |
| Coise                      | 794                      | 9,03       | 88               | 69062      | 69590        |
| Duerne                     | 842                      | 11,41      | 74               | 69078      | 69850        |
| Grézieu-le-Marché          | 831                      | 11,49      | 72               | 69095      | 69610        |
| La Chapelle-sur-Coise      | 566                      | 6,58       | 86               | 69042      | 69590        |
| Larajasse                  | 1.820                    | 33,61      | 54               | 69110      | 69590        |
| Meys                       | 855                      | 14,65      | 58               | 69132      | 69610        |
| Pomeys                     | 1.133                    | 13,10      | 86               | 69155      | 69590        |
| Saint-Martin-en-Haut       | 3.917                    | 38,64      | 101              | 69227      | 69850        |
| Saint-Symphorien-sur-Coise | 3.749                    | 4,07       | 921              | 69238      | 69590        |